# Ana Tena
Ana Tena Puy (Panillo, 1966) est une écrivaine espagnole, originaire de la province d'Aragon. Elle est membre du Consello d'a Fabla Aragonesa (es). Dans ses œuvres, elle mélange son introspection personnelle et ses préoccupations sociales.

## Livres
- Ta óne im (1997) paru en français sous titre Où allons-nous ? éditions de la ramonda - Gara d'edizions (2017)
- Tornasols (1997)
- La bollonera d’un alma (2001)
- Más t’allá (2002)
- Cuentos pa biladas sin suenio (2001)
- L’ombre la santeta, (2005) premio Billa de Sietemo